# Alex the Allegator
Alex the Allegator è un videogioco a piattaforme vecchio stile, bidimensionale e a scorrimento laterale. Il videogioco è software libero, open source.

## Modalità di gioco
Il giocatore dovrà guidare Alex the Allegator (Alex l'alligatore) attraverso la giungla per salvare Lola, la sua fidanzata, dai malefici umani che vogliono usarla per farne un paio di scarpe. Sono garantite un'abbondanza di piattaforme classiche in quattro colori gradevoli.
Nel videogioco il giocatore dovrà superare vari livelli, principalmente, saltando e correndo, ma sono presenti anche livelli con rompicapi e corse con auto.
Il videogioco è monoutente; è possibile usare la tastiera (i tasti sono: tasti freccia per muoversi, Alt per saltare e Control per sparare ma solo se si è già trovato l'uovo del fuoco) o il joystick; è possibile giocare a schermo intero o in una finestra con le seguenti risoluzioni video: 160x120, 320x240, 640x480. Per usare le mappe aggiuntive bisogna avviare il gioco passando come parametro il nome della mappa.
Il gioco include al suo interno un editor per poter creare e condividere le proprie mappe.

## Pubblicazione
Il gioco, distribuito con licenza GNU GPL versione 2.0 o successiva, è multipiattaforma, disponibile per tutti i sistemi operativi che supportano le librerie Allegro (attualmente: GNU/Linux, sistemi Unix-like, Android, BeOS, macOS, iOS e Microsoft Windows).
Il gioco è presente già pacchettizzato in diverse distribuzioni GNU/Linux o è possibile compilarlo direttamente dai sorgenti.